# Rodolfo Cota
Rodolfo Cota Robles (sinh ngày 3 tháng 7 năm 1987) là một cầu thủ bóng đá chuyên nghiệp người México hiện thi đấu ở vị trí thủ môn cho câu lạc bộ León tại Liga MX và đội tuyển quốc gia México.